# 장흥 탑산사지 석등
장흥 탑산사지 석등(長興 塔山寺址 石燈)은 대한민국 전라남도 장흥군 대덕읍에 있는 석등이다. 1994년 12월 5일 전라남도의 문화재자료 제196호로 지정되었다.

## 개요
탑산사터에서 위쪽으로 1km쯤 오르다 보면 이 석등을 만나게 된다.
석등은 일반적으로 등불을 켜두는 화사석(火舍石)을 중심으로, 아래에는 3단의 받침을 두고 위로는 지붕돌을 올려 놓는데, 이 석등은 현재 받침의 일부와 화사석이 없어진 상태이다. 남아있는 아래받침돌, 가운데기둥, 지붕돌은 모두 8각을 이루고 있으며, 아래받침돌은 윗면에 8잎의 연꽃무늬를 두었다. 지붕돌은 윗면이 완만한 경사를 이루는데, 처마의 윗선과 여덟 모서리선이 밋밋한 곡선을 이루고 있다.
고려 전기에 세운 것으로 추측되며, 비록 거의 절반정도가 없어지기는 하였으나, 현재 해남 대둔사로 옮긴 《탑산사명 동종》(보물 제88호)과 함께 옛 탑산사의 불교조각을 연구하는데 중요한 자료가 되고 있다.

## 같이 보기
- 탑산사명 동종 - 보물 제88호

## 참고 문헌
- 장흥탑산사지석등 - 국가유산청 국가유산포털